# Marlis Albrecht
Marlis Albrecht (* 23. Oktober 1956 in Ludwigsburg, Baden-Württemberg) ist eine deutsche Malerin.

## Leben
Marlis Albrecht wurde in Ludwigsburg geboren. Sie studierte an der Freien Kunstschule Stuttgart und begann danach autonom, ihre eigene Bildsprache zu entwickeln. Seit 1989 ist sie freischaffend, stellt in internationalen Galerien, Institutionen und Museen aus und ist auf europäischen Kunstmessen vertreten. Sie ist Mitglied im Bundesverband Bildender Künstlerinnen und Künstler. Der Schlagzeuger Paul Albrecht ist ihr Sohn.

## Werk
Nach Jahren des Experimentierens, in denen große Werkgruppen, wie z. B. Betonmischmaschinen oder Dörfer, Städte, Stätten entstanden, entdeckte sie im Bienenwachs das Material, das ihr heutiges Schaffen bestimmt.
Charakteristisch für das Werk Marlis Albrechts ist ihr spezieller Werkstoff Bienenwachs, mit dem sie seit 1994 arbeitet und experimentiert. Das Wachs färbt sie mit Pigmenten und trägt es mit Pinsel oder Spachtel auf Holzplatten auf. Durch Abschaben und Einritzen sowie durch Einbringen von Kaltwachstempera und Übereinanderlegen verschiedener Schichten entstehen komplexe Bildwerke mit teils reliefartiger Oberfläche. Diese Technik ermöglicht eine besondere Art der Farbigkeit, deren Intensität durch Zusammensetzung und Dichte des Pigments im flüssigen Wachs bestimmt wird. Das Wachs liege bei Albrecht „als ‚lebendiges Material’ auf dem Bildträger, ohne eingebrannt zu sein“, daher greife der Begriff Enkaustik bei ihr zu kurz. Es sei „vielmehr ein Malen aus dem Wachs heraus“.
Der gestalterische Umgang mit dem Material Wachs eröffnet ihr künstlerische Möglichkeiten im Wechselspiel mit dem „Drinnen und Draußen des menschlichen Antlitzes, von Oberfläche und Innerem, das zugleich auch ein Spiel mit dem Mehrdeutigen oder aber dem Ambivalenten ist. Marlis Albrecht gelingt dieses Doppelspiel des Paradoxen zwischen Sichtbarmachung des Gedachten und Empfundenen hinter der Fassade des Antlitzes.“
Bis 2011 war ihr alleiniges Thema der Mensch. Seit 2011 konzentriert sich Albrecht, neben den Figurendarstellungen, motivisch auch auf ein zweites großes Thema, den Wald. Ihre Reihe Walden rufe „kontemplative oder aber vital vibrierende Landschaften“ auf. „Ähnlich wie bei den Romantikern und Neoromantikern, ist die Topografie immer mit Seelenlandschaft überblendet. […] Die Idee von der Zeichenhaftigkeit des Waldes, die über dem Stimmungsbild zu stehen hat, verleiht der Positionsbetrachtung des Waldmotivs das Zeitgemäße.“
Ihre Werke befinden sich in öffentlichen und privaten Sammlungen.

## Öffentliche Sammlungen
- Kunststiftung der Sparkasse Pforzheim Calw
- Ministerium für Wissenschaft, Forschung und Kunst Baden-Württemberg
- Museum für Bildende Kunst im Landkreis Neu-Ulm
- Kreissparkasse Esslingen-Nürtingen
- Stadt Ostfildern
- Bündnis 90/Die Grünen im Landtag von Baden-Württemberg

## Ausstellungen (Auswahl)

### Einzelausstellungen
- 1989: Haus der Abgeordneten Stuttgart
- 1995: „Von der Mündung zur Quelle“, Schloss Dätzingen, Grafenau
- 1996: „MALBRECHT – Werkschau 1996“, Galerie im Dreigiebelhaus, Besigheim
- 1997: Bodman-Ludwigshafen
- 1998: „WACHS AM SEIN“, Bienenmuseum Illertissen
- 1999: Sozialministerium Stuttgart
- 2000: „Menschen“, Städtische Galerie, Ostfildern
- 2002: „Ich Du Er Sie Es“, Galerie Hell, München
- 2003: „Mit Holz und Haaren“, Galerie CasArte, Aschaffenburg
- 2004: „In bester Gesellschaft“, mit Rosa Baum, Stadttheater Fürth
- 2006: Galerie kunstück, Oldenburg
- 2007: „Haltungsfragen“, Galerie Schortgen, Luxemburg
- 2007: „Helle Tiefe dunkles Licht“, Amthof Feldkirchen, Österreich
- 2008: Galerie CasArte, Aschaffenburg
- 2010: „wachsweich und beinhart“, Galerie am Dom, Wetzlar
- 2011: Galerie De Cuyper, Brüssel, Belgien
- 2013: „Poesieren“, Museum für bildende Kunst im Landkreis Neu-Ulm
- 2014: Galerie Christine Colon, Liège
- 2014: Galerie Schortgen, Luxemburg[6]
- 2015: Galerie Anagama, Versailles[7]
- 2015: Galerie Kunstbezirk im Gustav Siegle Haus, Stuttgart
- 2016: Museum im Kleihues-Bau, Kornwestheim
- 2019: Galerie Lauth, Ludwigshafen

### Ausstellungsbeteiligungen
- 1991–1996: Jahresausstellung des Kunstvereins Ludwigsburg
- 1996: Frauenkunstmesse, Frauenmuseum Bonn
- 1997: „Das kleine Glück - die große Sehnsucht“, HEAG-Halle, Darmstadt
- 1999: Galerie Courant d’Art, Mulhouse
- 2000: Kunstpreis der Kreissparkasse Esslingen-Nürtingen (2. Preis)
- 2000: „Kunst Form Mensch“, Alpirsbacher Galerie
- 2001: „blauäugig“, Galerie Eva-Maria Hill, Remseck
- 2002: „ZÄHNE ZEIGEN“, Museum für bildende Kunst im Landkreis Neu-Ulm
- 2004: Kunstmesse „Start“, Straßburg
- 2005: Galerie von Knobelsdorf, Hamburg
- 2008: Kunstverein Villa Streccius, Landau
- 2009: „art bodensee“, Dornbirn
- 2011: Galerie Moeejen Daag, Tegelen, Niederlande mit Sjaak Smetsers
- 2011: Lucas-Cranach-Preis, Festung Rosenberg, Kronach
- 2011: Galerie Frederiek van der Vliest, Leiden, Niederlande, mit Sjaak Smetsers
- 2011: Kunstverein Kirchheim/Teck
- 2012: Kunstmesse „art Karlsruhe“
- 2018: Museum la Boverie, Liège, Belgien
- 2019: Kunstdorf Unterjesingen
- 2019: Museum für bildende Kunst im Landkreis Neu-Ulm